# Élections régionales de 2021 en Nouvelle-Aquitaine
Pour un article plus général, voir Élections régionales françaises de 2021.
Les élections régionales de 2021 en Nouvelle-Aquitaine ont lieu les 20 et 27 juin afin de renouveler les membres du conseil régional de la région française de Nouvelle-Aquitaine.

## Contexte régional

### Conseil régional sortant
|                                         |       |       |      |                                                         |
| Président du conseil régional           |       |       |      |                                                         |
| Alain Rousset (PS)                      |       |       |      |                                                         |
| Parti                                   | Sigle | Sigle | Élus | Groupe                                                  |
| Majorité (107 sièges)                   |       |       |      |                                                         |
| Parti socialiste                        |       | PS    | 68   | Parti socialiste et apparentés                          |
| Divers gauche                           |       | DVG   | 6    | Parti socialiste et apparentés                          |
| Place publique                          |       | PP    | 2    | Parti socialiste et apparentés                          |
| Génération écologie                     |       | GÉ    | 2    | Parti socialiste et apparentés                          |
| La République en marche                 |       | LREM  | 1    | Parti socialiste et apparentés                          |
| Mouvement radical                       |       | MR    | 1    | Parti socialiste et apparentés                          |
| Europe Écologie Les Verts               |       | EÉLV  | 15   | Écologiste et citoyen - EELV                            |
| Divers écologisme                       |       | ÉCO   | 1    | Écologiste et citoyen - EELV                            |
| Génération.s                            |       | G.s   | 5    | Pour une écologie populaire et sociale                  |
| Gauche républicaine et socialiste       |       | GRS   | 1    | Pour une écologie populaire et sociale                  |
| Divers gauche                           |       | DVG   | 1    | Pour une écologie populaire et sociale                  |
| Parti radical de gauche                 |       | PRG   | 4    | Parti radical de gauche Nouvelle-Aquitaine              |
| Opposition de droite (47 sièges)        |       |       |      |                                                         |
| Les Républicains                        |       | LR    | 24   | Les Républicains - CPNT                                 |
| Divers droite                           |       | DVD   | 1    | Les Républicains - CPNT                                 |
| Mouvement démocrate                     |       | MoDem | 7    | MoDem - Union centriste                                 |
| Divers centre                           |       | DVC   | 5    | MoDem - Union centriste                                 |
| Union des démocrates et indépendants    |       | UDI   | 5    | Union des démocrates et des indépendants et territoires |
| Le Mouvement de la ruralité             |       | LMR   | 4    | Le Mouvement de la ruralité                             |
| Mouvement radical                       |       | MR    | 1    | Non-inscrite                                            |
| Opposition d'extrême droite (29 sièges) |       |       |      |                                                         |
| Rassemblement national                  |       | RN    | 20   | Rassemblement national                                  |
| Rassemblement national                  |       | RN    | 9    | Droites indépendantes de Nouvelle-Aquitaine             |

## Système électoral
Le Conseil régional de Nouvelle-Aquitaine est doté de 183 sièges pourvus pour six ans selon un système mixte à finalité majoritaire. Il est fait recours au scrutin proportionnel plurinominal mais celui ci est combiné à une prime majoritaire de 25 % des sièges attribuée à la liste arrivée en tête, si besoin en deux tours de scrutin. Les électeurs votent pour une liste fermée de candidats, sans panachage ni vote préférentiel. Les listes doivent respecter la parité en comportant alternativement un candidat homme et une candidate femme.
Au premier tour, la liste ayant obtenu la majorité absolue des suffrages exprimés remporte la prime majoritaire, et les sièges restants sont répartis à la proportionnelle selon la règle de la plus forte moyenne entre toutes les listes ayant franchi le seuil électoral de 5 % des suffrages exprimés, y compris la liste arrivée en tête.
Si aucune liste n'a recueilli la majorité absolue, un second tour est organisé entre toutes les listes ayant obtenu au moins 10 % des suffrages exprimés au premier tour. Les listes ayant obtenu au moins 5 % peuvent néanmoins fusionner avec les listes pouvant se maintenir. La répartition des sièges se fait selon les mêmes règles qu'au premier tour, la seule différence étant que la prime majoritaire est attribuée à la liste arrivée en tête, qu'elle ait obtenu ou non la majorité absolue.
Une fois les nombres de sièges attribués à chaque liste au niveau régional, ceux-ci sont répartis entre les sections départementales, au prorata des voix obtenues par la liste dans chaque département.

## Listes officielles

### La Nouvelle-Aquitaine avec Edwige (RN-LDP-PL-LAF)
Le 27 janvier 2021, Edwige Diaz, conseillère régionale d'opposition et conseillère municipale d'opposition à Saint-Savin, annonce que le bureau exécutif du Rassemblement national l'a désignée tête de liste pour le parti en Nouvelle-Aquitaine.

### Le Mouvement de la ruralité, Résistons avec Jean Lassalle (LMR-RES-MDC-UPF-RPF)
Courant février, Eddie Puyjalon, président du Le Mouvement de la ruralité (LMR) et conseiller régional sortant, annonce la préparation d'une liste dont il prendrait la tête, et portée par son mouvement et le mouvement Résistons du député béarnais et candidat à l'élection présidentielle de 2022 Jean Lassalle.

### Droite et centre autour de Nicolas Florian (LR-LC-UDIdiss.-MRdiss.)
L'ancien maire de Bordeaux Nicolas Florian, battu par l'écologiste Pierre Hurmic aux municipales de 2020, est investi par son mouvement Les Républicains le 17 février. Dans le département de la Corrèze, le parti de l'UDI et du Mouvement radical refusent de soutenir la liste de Geneviève Darrieussecq ; plusieurs candidats encartés à l'UDI et au MR figurent donc dans la liste de Pascal Coste dans le département.

### L'union fait la région (MoDem-LREM-Agir-TdP-UDI-MR)
Geneviève Darrieussecq, ministre chargée de la Mémoire et des Anciens combattants et ancienne conseillère régionale d'Aquitaine entre 2004 et 2015, conduit la liste de la majorité présidentielle dans la région. Elle officialise sa candidature le 16 avril. Édouard Philippe, ancien Premier ministre et maire du Havre, lui apporte son soutien lors d'un déplacement le 10 mai 2021.

### Nos territoires, nos énergies (PS-PRG-PCF-PP)
Élu lors des régionales de 2015, Alain Rousset laissait entendre dès l'été 2019 qu'il se représenterait pour un cinquième mandat (il s'agit de son premier mandat à la présidence de la région Nouvelle-Aquitaine, mais il a effectué auparavant trois mandats à la tête de la région Aquitaine, depuis 1998). Il se déclare officiellement candidat en avril 2021. Le PCF conclut un accord avec le PS qui est approuvé par 68 % des adhérents. Toutefois, dans le département des Deux-Sèvres, les communistes refusent de soutenir Alain Rousset et s'allient avec la liste de La France insoumise. À la suite de la publication de la liste menée par Alain Rousset, les communistes de la Vienne retirent également leur soutien. Le Parti radical de gauche conclut un accord avec Alain Rousset, avec sept candidats PRG sur ses listes.

### Nos terroirs, notre avenir (EÉLV-G·s-GÉ-CÉ-GRS-PA)
À l’issue d’un processus interne le parti Europe Écologie Les Verts à validé le mardi 21 juillet 2020 les résultats des primaires de désignation des têtes de liste aux régionales de Nouvelle-Aquitaine par les adhérents.
Nicolas Thierry, élu de Gironde et vice-président du conseil régional chargé de l’environnement et de la biodiversité, est désigné. Dans le collège homme, il remporte 92 % des suffrages des militants. Élue du Lot-et-Garonne, Maryse Combres, dans le collège femme, arrive en tête avec 53 % des voix.

### On est là! (LFI-NPA-PCFdiss.)
Dans la région, le mouvement La France insoumise nomme Clémence Guetté, responsable nationale du programme et secrétaire générale du groupe La France insoumise à l'Assemblée nationale, et Loïc Prud'homme, député de la 3e circonscription de la Gironde chefs de file du mouvement. Clémence Guetté est finalement désignée tête de liste dans le cadre d'une alliance avec une partie du Nouveau Parti anticapitaliste, dont Philippe Poutou qui devient porte-parole, sous l'étiquette "NPA en Lutte". L'instance nationale du parti et le NPA Nouvelle-Aquitaine ne sont pas partie prenante de l'alliance, d'autres courants du NPA (Anticapitalisme & Révolution, l'Étincelle et Démocratie Révolutionnaire) dénoncent une décision "antidémocratique" et appellent à voter pour Lutte Ouvrière,. Le Parti communiste français du département des Deux-Sèvres apporte également son soutien à la liste, contrairement au choix du parti dans le reste de la région.

### Faire entendre le camp des travailleurs (LO)
Guillaume Perchet est désigné par Lutte ouvrière tête de liste du mouvement en Nouvelle-Aquitaine, comme en 2015. Il dévoile ses têtes de listes départementales le 12 avril. Plusieurs courants du NPA refusent de soutenir la liste de La France insoumise malgré la présence de Philippe Poutou et appellent à voter pour Lutte ouvrière.

## Têtes de liste départementales
| Listes | Listes                                                    | Charente                 | Charente-Maritime          | Corrèze                    | Creuse                  | Deux-Sèvres            | Dordogne                   | Gironde                | Haute-Vienne               | Landes                         | Lot-et-Garonne                | Pyrénées-Atlantiques        | Vienne                      |
| ------ | --------------------------------------------------------- | ------------------------ | -------------------------- | -------------------------- | ----------------------- | ---------------------- | -------------------------- | ---------------------- | -------------------------- | ------------------------------ | ----------------------------- | --------------------------- | --------------------------- |
|        | Faire entendre le camp des travailleurs                   | Olivier Nicolas (LO)     | Antoine Colin (LO)         | Marie-Thérèse Coinaud (LO) | Daniel Mournetas (LO)   | Danièle Cassette (LO)  | Anne-Isabelle Brivary (LO) | Fanny Quandalle (LO)   | Éllisabeth Faucon (LO)     | Jean-Claude Bon (LO)           | Mohamed El Marbati (LO)       | Jacqueline Uhart (LO)       | Patrice Villeret (LO)       |
|        | On est là !                                               | Alexandre Raguet (NPA)   | Bernard Toussaint (NPA)    | Pascale Rome (DVG)         | Alix Hermeline (LFI)    | François Charron (PCF) | Pascale Martin (LFI)       | Nordine Raymond (DVG)  | Françoise Vallade (LFI)    | Mickael Eeckhoudt (LFI)        | Jacqueline Latteur (NPA)      | Sylvano Marian (LFI)        | Clémence Guetté (LFI)       |
|        | Nos terroirs, notre avenir                                | Françoise Coutant (EÉLV) | Stéphane Trifiletti (EÉLV) | Amandine Dewaele (EÉLV)    | Jérôme Orvain (EÉLV)    | Nicolas Gamache (EÉLV) | Maryline Forgeneuf (EÉLV)  | Nicolas Thierry (EÉLV) | Jean-Louis Pagès (EÉLV)    | Laurence Motoman (EÉLV)        | Maryse Combres (EÉLV)         | Jean-François Blanco (EÉLV) | Christine Graval (ÉCO)      |
|        | Nos territoires, nos énergies                             | Virginie Lebraud (PP)    | Gérard Blanchard (PS)      | Philippe Nauche (PS)       | Étienne Lejeune (PS)    | Guillaume Riou (DVG)   | Delphine Labails (PS)      | Alain Rousset (PS)     | Andréa Brouille (PS)       | Renaud Lagrave (PS)            | Sandrine Laffore (PS)         | Bernard Uthurry (PS)        | Karine Desroses (DVG)       |
|        | L'union fait la région                                    | Xavier Bonnefont (DVD)   | Daniel Dartigolles (MoDem) | Patricia Bordas (LREM)     | Vincent Turpinat (LREM) | Bastien Marchive (MR)  | Jérôme Peyrat (LREM)       | Florent Boudié (LREM)  | Marie-Ange Magne (LREM)    | Geneviève Darrieussecq (MoDem) | Jean Dionis du Séjour (MoDem) | Laurence Farreng (MoDem)    | Françoise Ballet-Blu (LREM) |
|        | Droite et centre autour de Nicolas Florian                | Thomas Chevalerias (LR)  | David Labiche (LR)         | Pascal Coste (LR)          | Cyril Victor (LR)       | Armelle Cassin (LR)    | Jonathan Prioleaud (DVD)   | Yves Foulon (LR)       | Guillaume Guérin (LR)      | Arnaud Tauzin (LR)             | Marie Costes (LR-LMR)         | Maider Arosteguy (LR)       | Ronan Nédélec (LR)          |
|        | Le Mouvement de la ruralité, Résistons avec Jean Lassalle | Patrick Brisset (DVD)    | Catherine Soullie (DVD)    | Christophe Chastanet (DVD) | Michael Morand (DVD)    | Damien Sabin (RES)     | Thierry Boidé (DVD)        | Yves d'Amécourt (LMR)  | Émilie Pons de Launay (SE) | David Olaïzola (DVD)           | Alain Merly (DVD)             | Julien Lassalle (RES)       | Dolorès Prost (DVD)         |
|        | La Nouvelle-Aquitaine avec Edwige                         | Caroline Colombier (RN)  | Pascal Markowsky (RN)      | Valéry Elophe (RN)         | Damien Demarigny (RN)   | Olivier Guibert (RN)   | Jacques Colombier (RN)     | Edwige Diaz (RN)       | Albin Freychet (RN)        | Michel Dufay (RN)              | Sébastien Delbosq (RN)        | François Verrière (RN)      | Éric Soulat (RN)            |

## Sondages

### Premier tour
| Sondeur | Date                   | Panel | LO      | LFI-NPA | EÉLV    | PS-PCF  | MoDem-LREM-UDI | LR      | LMR-RES  | RN   |
| Sondeur | Date                   | Panel | Perchet | Guetté  | Thierry | Rousset | Darrieussecq   | Florian | Puyjalon | Diaz |
| ------- | ---------------------- | ----- | ------- | ------- | ------- | ------- | -------------- | ------- | -------- | ---- |
| Sondeur | Date                   | Panel |         |         |         |         |                |         |          |      |
| Ifop    | 2 au 7 juin 2021       | 1 018 | 1       | 4       | 11      | 25      | 19             | 15      | 2        | 23   |
| Ipsos   | 3 au 7 juin 2021       | 1 000 | 2       | 4       | 9       | 25      | 17             | 12      | 4        | 27   |
| Ifop    | 26 au 31 mai 2021      | 1 000 | 1       | 5       | 11      | 24      | 19             | 14      | 3        | 23   |
| Ipsos   | 30 avril au 4 mai 2021 | 1 000 | 1       | 5       | 10      | 25      | 19             | 14      | 2        | 24   |

En gras sur fond coloré, la liste arrivée en tête ; en gras, les listes pouvant se qualifier pour le second tour.

### Second tour
| Sondeur                        | Date                    | Panel | EÉLV-LFI-PCF-PS | EÉLV-LFI-PCF-PS | MoDem-LREM-UDI    | LR                | RN   |
| Sondeur                        | Date                    | Panel | Thierry         | Rousset         | Darrieussecq      | Florian           | Diaz |
| ------------------------------ | ----------------------- | ----- | --------------- | --------------- | ----------------- | ----------------- | ---- |
| Sondeur                        | Date                    | Panel |                 |                 |                   |                   |      |
| Ipsos                          | 3 au 7 juin 2021        | 1 000 | —               | 36              | 21                | 15                | 28   |
| Ifop                           | 26 au 31 mai 2021       | 1 000 | —               | 37              | 22                | 17                | 24   |
| Ifop                           | 26 au 31 mai 2021       | 1 000 | —               | 42              | 30 (Darrieussecq) | 30 (Darrieussecq) | 28   |
| Ipsos                          | 30 avril au 4 mai 2021  | 1 000 | —               | 37              | 21                | 16                | 26   |
| Harris interactive (pour EELV) | 11 au 18 septembre 2020 | 1 055 | 39              | –               | 35 (Darrieussecq) | 35 (Darrieussecq) | 26   |

## Résultats

### Taux de participation
| Taux de participation | 1er tour | 1er tour | 1er tour   | 2d tour | 2d tour | 2d tour    | Différence entre les deux tours |
| Taux de participation | En 2015  | En 2021  | Différence | En 2015 | En 2021 | Différence | Différence entre les deux tours |
| --------------------- | -------- | -------- | ---------- | ------- | ------- | ---------- | ------------------------------- |
| à 12 h                | 17,49 %  | 13,58 %  | 3,91       |         |         |            |                                 |
| à 17 h                |          |          |            |         |         |            |                                 |
| final                 | 50,97 %  | 35,91 %  | 15,06      | 57,78 % |         |            |                                 |

### Résultats régionaux
|                          |                          |                            |              |              |             |               |        |               |  |  |  |  |  |  |
| Tête de liste            | Tête de liste            | Liste                      | Premier tour | Premier tour | Second tour | Second tour   | Sièges | +/-           |  |  |  |  |  |  |
| Tête de liste            | Tête de liste            | Liste                      | Voix         | %            | Voix        | %             | Sièges | +/-           |  |  |  |  |  |  |
|                          | Alain Rousset            | PS-PRG-PCF-PP              | 430 659      | 28,83        | 598 193     | 39,51         | 101    | 12            |  |  |  |  |  |  |
|                          | Edwige Diaz              | RN-LDP-PL-LAF              | 271 545      | 18,20        | 289 258     | 19,11         | 26     | 3             |  |  |  |  |  |  |
|                          | Nicolas Florian          | LR-LC-UDI diss.-MR diss.   | 185 832      | 12,48        | 214 858     | 14,19         | 19     | 28            |  |  |  |  |  |  |
|                          | Nicolas Thierry          | EÉLV-G·s-GÉ-CÉ-GRS-PA      | 180 209      | 12,09        | 214 768     | 14,19         | 19     | 1             |  |  |  |  |  |  |
|                          | Geneviève Darrieussecq   | MoDem-LREM-Agir-TdP-UDI-MR | 204 467      | 13,71        | 196 894     | 13,01         | 18     | Nv.           |  |  |  |  |  |  |
|                          | Eddie Puyjalon           | LMR-RES-MDC-UPF-RPF        | 108 832      | 7,29         |             |               | 0      | Nv.           |  |  |  |  |  |  |
|                          | Clémence Guetté          | LFI-NPA-PCF diss.          | 84 519       | 5,67         | 0           | Nv.           |        |               |  |  |  |  |  |  |
|                          | Guillaume Perchet        | LO                         | 25 996       | 1,74         | 0           | en stagnation |        |               |  |  |  |  |  |  |
|                          |                          |                            |              |              |             |               |        |               |  |  |  |  |  |  |
| Suffrages exprimés       | Suffrages exprimés       | Suffrages exprimés         | 1 491 556    | 95,42        | 1 513 971   | 95,10         |        |               |  |  |  |  |  |  |
| Votes blancs             | Votes blancs             | Votes blancs               | 39 219       | 2,51         | 42 396      | 2,66          |        |               |  |  |  |  |  |  |
| Votes nuls               | Votes nuls               | Votes nuls                 | 32 324       | 2,07         | 35 641      | 2,24          |        |               |  |  |  |  |  |  |
| Total                    | Total                    | Total                      | 1 563 099    | 100          | 1 592 008   | 100           | 183    | en stagnation |  |  |  |  |  |  |
| Abstentions              | Abstentions              | Abstentions                | 2 789 312    | 64,09        | 2 760 872   | 63,43         |        |               |  |  |  |  |  |  |
| Inscrits / Participation | Inscrits / Participation | Inscrits / Participation   | 4 352 411    | 35,91        | 4 352 880   | 36,57         |        |               |  |  |  |  |  |  |

### Résultats départementaux

#### Charente
| Tête de liste            | Tête de liste            | Liste                      | Premier tour | Premier tour | Second tour | Second tour   | Sièges | +/-           |
| Tête de liste            | Tête de liste            | Liste                      | Voix         | %            | Voix        | %             | Sièges | +/-           |
| ------------------------ | ------------------------ | -------------------------- | ------------ | ------------ | ----------- | ------------- | ------ | ------------- |
|                          | Virginie Lebraud         | PS-PRG-PCF-PP              | 21 877       | 27,41        | 31 483      | 38,86         | 5      | en stagnation |
|                          | Caroline Colombier       | RN-LDP-PL-LAF              | 15 617       | 19,57        | 16 007      | 19,76         | 1      | 1             |
|                          | Xavier Bonnefont         | MoDem-LREM-Agir-TdP-UDI-MR | 13 854       | 17,36        | 13 047      | 16,11         | 1      | Nv.           |
|                          | Françoise Coutant        | EÉLV-G·s-GÉ-CÉ-GRS-PA      | 9 485        | 11,88        | 11 053      | 13,64         | 1      | en stagnation |
|                          | Thomas Chevalerias       | LR-LC-UDI diss.            | 7 690        | 9,63         | 9 419       | 11,63         | 1      | 2             |
|                          | Alexandre Raguet         | LFI-NPA-PCF diss.          | 4 937        | 6,19         |             |               | 0      | Nv.           |
|                          | Patrick Brisset          | LMR-RES                    | 4 529        | 5,67         | 0           | Nv.           |        |               |
|                          | Olivier Nicolas          | LO                         | 1 832        | 2,30         | 0           | en stagnation |        |               |
|                          |                          |                            |              |              |             |               |        |               |
| Votes exprimés           | Votes exprimés           | Votes exprimés             | 79 821       | 94,39        | 81 009      | 94,43         |        |               |
| Votes blancs             | Votes blancs             | Votes blancs               | 2 528        | 2,99         | 2 662       | 3,10          |        |               |
| Votes nuls               | Votes nuls               | Votes nuls                 | 2 216        | 2,62         | 2 120       | 2,47          |        |               |
| Total                    | Total                    | Total                      | 84 565       | 100          | 85 791      | 100           | 9      | 2             |
| Abstentions              | Abstentions              | Abstentions                | 169 454      | 66,71        | 168 262     | 66,23         |        |               |
| Inscrits / Participation | Inscrits / Participation | Inscrits / Participation   | 254 019      | 33,29        | 254 053     | 33,77         |        |               |

#### Charente-Maritime
| Tête de liste            | Tête de liste            | Liste                      | Premier tour | Premier tour | Second tour | Second tour   | Sièges | +/-           |
| Tête de liste            | Tête de liste            | Liste                      | Voix         | %            | Voix        | %             | Sièges | +/-           |
| ------------------------ | ------------------------ | -------------------------- | ------------ | ------------ | ----------- | ------------- | ------ | ------------- |
|                          | Gérard Blanchard         | PS-PRG-PCF-PP              | 37 496       | 23,22        | 55 838      | 34,06         | 9      | 1             |
|                          | Pascal Markowsky         | RN-LDP-PL-LAF              | 35 210       | 21,81        | 37 349      | 22,79         | 4      | en stagnation |
|                          | Stéphane Trifiletti      | EÉLV-G·s-GÉ-CÉ-GRS-PA      | 22 555       | 13,97        | 25 107      | 15,32         | 2      | en stagnation |
|                          | David Labiche            | LR-LC-UDI diss.            | 21 964       | 13,60        | 24 947      | 15,22         | 3      | 3             |
|                          | Daniel Dartigolles       | MoDem-LREM-Agir-TdP-UDI-MR | 22 909       | 14,19        | 20 678      | 12,61         | 2      | Nv.           |
|                          | Catherine Soullie        | LMR-RES                    | 9 296        | 5,76         |             |               | 0      | Nv.           |
|                          | Bernard Toussaint        | LFI-NPA-PCF diss.          | 9 125        | 5,65         | 0           | Nv.           |        |               |
|                          | Antoine Colin            | LO                         | 2 903        | 1,80         | 0           | en stagnation |        |               |
|                          |                          |                            |              |              |             |               |        |               |
| Votes exprimés           | Votes exprimés           | Votes exprimés             | 161 458      | 95,62        | 163 919     | 95,20         |        |               |
| Votes blancs             | Votes blancs             | Votes blancs               | 4 144        | 2,45         | 4 247       | 2,47          |        |               |
| Votes nuls               | Votes nuls               | Votes nuls                 | 3 252        | 1,93         | 4 019       | 2,33          |        |               |
| Total                    | Total                    | Total                      | 168 854      | 100          | 172 185     | 100           | 20     | en stagnation |
| Abstentions              | Abstentions              | Abstentions                | 333 524      | 66,39        | 330 207     | 65,73         |        |               |
| Inscrits / Participation | Inscrits / Participation | Inscrits / Participation   | 502 378      | 33,61        | 502 392     | 34,27         |        |               |

#### Corrèze
| Tête de liste            | Tête de liste            | Liste                    | Premier tour | Premier tour | Second tour | Second tour   | Sièges | +/-           |
| Tête de liste            | Tête de liste            | Liste                    | Voix         | %            | Voix        | %             | Sièges | +/-           |
| ------------------------ | ------------------------ | ------------------------ | ------------ | ------------ | ----------- | ------------- | ------ | ------------- |
|                          | Philippe Nauche          | PS-PCF,                  | 19 279       | 26,72        | 27 072      | 36,28         | 4      | en stagnation |
|                          | Pascal Coste             | LR-UDI-MR                | 18 601       | 25,78        | 21 789      | 29,20         | 2      | en stagnation |
|                          | Valéry Élophe            | RN-LDP-PL-LAF            | 10 858       | 15,05        | 11 792      | 15,80         | 1      | en stagnation |
|                          | Amandine Dewaele         | EÉLV-G·s-CÉ              | 7 125        | 9,87         | 8 516       | 11,41         | 1      | en stagnation |
|                          | Patricia Bordas          | LREM-Agir,               | 5 790        | 8,02         | 5 449       | 7,30          | 0      | Nv.           |
|                          | Christophe Chastanet     | DVD-LMR-RES              | 5 407        | 7,49         |             |               | 0      | Nv.           |
|                          | Pascale Rome             | DVG-LFI-NPA              | 3 610        | 5,00         | 0           | Nv.           |        |               |
|                          | Marie-Thérèse Coinaud    | LO                       | 1 492        | 2,07         | 0           | en stagnation |        |               |
|                          |                          |                          |              |              |             |               |        |               |
| Votes exprimés           | Votes exprimés           | Votes exprimés           | 72 162       | 94,27        | 74 618      | 93,33         |        |               |
| Votes blancs             | Votes blancs             | Votes blancs             | 2 452        | 3,20         | 2 430       | 3,04          |        |               |
| Votes nuls               | Votes nuls               | Votes nuls               | 1 935        | 2,53         | 2 900       | 3,63          |        |               |
| Total                    | Total                    | Total                    | 76 549       | 100          | 79 948      | 100           | 8      | en stagnation |
| Abstentions              | Abstentions              | Abstentions              | 106 821      | 58,25        | 103 413     | 56,40         |        |               |
| Inscrits / Participation | Inscrits / Participation | Inscrits / Participation | 183 370      | 41,75        | 183 361     | 43,60         |        |               |

#### Creuse
| Tête de liste            | Tête de liste            | Liste                      | Premier tour | Premier tour | Second tour | Second tour   | Sièges | +/-           |
| Tête de liste            | Tête de liste            | Liste                      | Voix         | %            | Voix        | %             | Sièges | +/-           |
| ------------------------ | ------------------------ | -------------------------- | ------------ | ------------ | ----------- | ------------- | ------ | ------------- |
|                          | Étienne Lejeune          | PS-PRG-PCF-PP              | 9 572        | 28,69        | 12 968      | 38,24         | 4      | 2             |
|                          | Cyril Victor             | LR-LC-UDI diss.            | 6 583        | 19,73        | 7 756       | 22,87         | 0      | 1             |
|                          | Damien Demarigny         | RN-LDP-PL-LAF              | 5 188        | 15,55        | 5 970       | 17,61         | 0      | en stagnation |
|                          | Jérôme Orvain            | EÉLV-G·s-GÉ-CÉ-GRS-PA      | 3 253        | 9,75         | 4 047       | 11,93         | 0      | 1             |
|                          | Vincent Turpinat         | MoDem-LREM-Agir-TdP-UDI-MR | 3 409        | 10,22        | 3 169       | 9,35          | 0      | Nv.           |
|                          | Michael Morand           | LMR-RES                    | 2 332        | 6,99         |             |               | 0      | Nv.           |
|                          | Alix Hermeline           | LFI-NPA-PCF diss.          | 2 295        | 6,88         | 0           | Nv.           |        |               |
|                          | Daniel Mournetas         | LO                         | 727          | 2,18         | 0           | en stagnation |        |               |
|                          |                          |                            |              |              |             |               |        |               |
| Votes exprimés           | Votes exprimés           | Votes exprimés             | 33 359       | 93,37        | 33 910      | 92,87         |        |               |
| Votes blancs             | Votes blancs             | Votes blancs               | 1 463        | 4,10         | 1 302       | 3,57          |        |               |
| Votes nuls               | Votes nuls               | Votes nuls                 | 904          | 2,53         | 1 302       | 3,57          |        |               |
| Total                    | Total                    | Total                      | 35 726       | 100          | 36 514      | 100           | 4      | en stagnation |
| Abstentions              | Abstentions              | Abstentions                | 55 032       | 60,64        | 54 242      | 59,77         |        |               |
| Inscrits / Participation | Inscrits / Participation | Inscrits / Participation   | 90 758       | 39,36        | 90 756      | 40,23         |        |               |

#### Deux-Sèvres
| Tête de liste            | Tête de liste            | Liste                      | Premier tour | Premier tour | Second tour | Second tour   | Sièges | +/-           |
| Tête de liste            | Tête de liste            | Liste                      | Voix         | %            | Voix        | %             | Sièges | +/-           |
| ------------------------ | ------------------------ | -------------------------- | ------------ | ------------ | ----------- | ------------- | ------ | ------------- |
|                          | Guillaume Riou           | PS-PRG-PCF-PP              | 20 508       | 25,31        | 28 776      | 35,67         | 5      | en stagnation |
|                          | Nicolas Gamache          | EÉLV-G·s-GÉ-CÉ-GRS-PA      | 13 501       | 16,66        | 16 143      | 20,01         | 1      | en stagnation |
|                          | Olivier Guibert          | RN-LDP-PL-LAF              | 13 552       | 16,73        | 13 149      | 16,30         | 1      | 1             |
|                          | Bastien Marchive         | MoDem-LREM-Agir-TdP-UDI-MR | 12 650       | 15,61        | 11 459      | 14,20         | 1      | Nv.           |
|                          | Armelle Cassin           | LR-LC-UDI diss.            | 9 820        | 12,12        | 11 145      | 13,82         | 1      | 2             |
|                          | François Charron         | LFI-NPA-PCF diss.          | 5 963        | 7,36         |             |               | 0      | Nv.           |
|                          | Damien Sabin             | LMR-RES                    | 3 375        | 4,17         | 0           | Nv.           |        |               |
|                          | Danièle Cassette         | LO                         | 1 646        | 2,03         | 0           | en stagnation |        |               |
|                          |                          |                            |              |              |             |               |        |               |
| Votes exprimés           | Votes exprimés           | Votes exprimés             | 81 015       | 94,28        | 80 672      | 94,38         |        |               |
| Votes blancs             | Votes blancs             | Votes blancs               | 2 881        | 3,35         | 2 694       | 3,15          |        |               |
| Votes nuls               | Votes nuls               | Votes nuls                 | 2 034        | 2,37         | 2 107       | 2,47          |        |               |
| Total                    | Total                    | Total                      | 85 930       | 100          | 85 473      | 100           | 9      | 2             |
| Abstentions              | Abstentions              | Abstentions                | 183 295      | 68,08        | 183 807     | 68,26         |        |               |
| Inscrits / Participation | Inscrits / Participation | Inscrits / Participation   | 269 225      | 31,92        | 269 280     | 31,74         |        |               |

#### Dordogne
| Tête de liste            | Tête de liste            | Liste                      | Premier tour | Premier tour | Second tour | Second tour   | Sièges | +/-           |
| Tête de liste            | Tête de liste            | Liste                      | Voix         | %            | Voix        | %             | Sièges | +/-           |
| ------------------------ | ------------------------ | -------------------------- | ------------ | ------------ | ----------- | ------------- | ------ | ------------- |
|                          | Delphine Labails         | PS-PRG-PCF-PP              | 39 642       | 33,22        | 54 044      | 45,28         | 9      | 1             |
|                          | Jacques Colombier        | RN-LDP-PL-LAF              | 23 170       | 19,42        | 24 522      | 20,55         | 2      | en stagnation |
|                          | Jonathan Prioleaud       | LR-LC-UDI diss.            | 12 226       | 10,25        | 14 655      | 12,28         | 1      | 2             |
|                          | Maryline Forgeneuf       | EÉLV-G·s-GÉ-CÉ-GRS-PA      | 11 968       | 10,03        | 14 398      | 12,06         | 1      | en stagnation |
|                          | Jérôme Peyrat            | MoDem-LREM-Agir-TdP-UDI-MR | 12 456       | 10,44        | 11 734      | 9,83          | 1      | Nv.           |
|                          | Thierry Boidé            | LMR-RES                    | 10 113       | 8,47         |             |               | 0      | Nv.           |
|                          | Pascale Martin           | LFI-NPA-PCF diss.          | 7 418        | 6,22         | 0           | Nv.           |        |               |
|                          | Anne-Isabelle Brivary    | LO                         | 2 336        | 1,96         | 0           | en stagnation |        |               |
|                          |                          |                            |              |              |             |               |        |               |
| Votes exprimés           | Votes exprimés           | Votes exprimés             | 119 329      | 94,14        | 119 353     | 94,04         |        |               |
| Votes blancs             | Votes blancs             | Votes blancs               | 3 782        | 2,98         | 4 153       | 3,27          |        |               |
| Votes nuls               | Votes nuls               | Votes nuls                 | 3 652        | 2,88         | 3 410       | 2,69          |        |               |
| Total                    | Total                    | Total                      | 126 763      | 100          | 126 916     | 100           | 14     | en stagnation |
| Abstentions              | Abstentions              | Abstentions                | 185 011      | 59,34        | 184 863     | 59,29         |        |               |
| Inscrits / Participation | Inscrits / Participation | Inscrits / Participation   | 311 774      | 40,66        | 311 779     | 40,71         |        |               |

#### Gironde
| Tête de liste            | Tête de liste            | Liste                      | Premier tour | Premier tour | Second tour | Second tour   | Sièges | +/- |
| Tête de liste            | Tête de liste            | Liste                      | Voix         | %            | Voix        | %             | Sièges | +/- |
| ------------------------ | ------------------------ | -------------------------- | ------------ | ------------ | ----------- | ------------- | ------ | --- |
|                          | Alain Rousset            | PS-PRG-PCF-PP              | 111 801      | 30,95        | 149 148     | 40,94         | 26     | 2   |
|                          | Edwige Diaz              | RN-LDP-PL-LAF              | 69 084       | 19,12        | 73 909      | 20,29         | 8      | 1   |
|                          | Nicolas Thierry          | EÉLV-G·s-GÉ-CÉ-GRS-PA      | 44 946       | 12,44        | 51 031      | 14,01         | 5      | 1   |
|                          | Yves Foulon              | LR-LC-UDI diss.            | 47 675       | 13,20        | 49 727      | 13,65         | 5      | 7   |
|                          | Florent Boudié           | MoDem-LREM-Agir-TdP-UDI-MR | 44 993       | 12,45        | 40 455      | 11,11         | 4      | Nv. |
|                          | Nordine Raymond          | LFI-NPA-PCF diss.          | 20 036       | 5,55         |             |               | 0      | Nv. |
|                          | Yves d'Amécourt          | LMR-RES                    | 18 072       | 5,00         | 0           | Nv.           |        |     |
|                          | Fanny Quandalle          | LO                         | 4 650        | 1,29         | 0           | en stagnation |        |     |
|                          |                          |                            |              |              |             |               |        |     |
| Votes exprimés           | Votes exprimés           | Votes exprimés             | 361 257      | 97,03        | 364 270     | 96,82         |        |     |
| Votes blancs             | Votes blancs             | Votes blancs               | 5 890        | 1,58         | 6 308       | 1,68          |        |     |
| Votes nuls               | Votes nuls               | Votes nuls                 | 5 161        | 1,39         | 5 662       | 1,50          |        |     |
| Total                    | Total                    | Total                      | 372 308      | 100          | 376 240     | 100           | 48     | 1   |
| Abstentions              | Abstentions              | Abstentions                | 742 144      | 66,59        | 738 435     | 66,25         |        |     |
| Inscrits / Participation | Inscrits / Participation | Inscrits / Participation   | 1 114 452    | 33,41        | 1 114 675   | 33,75         |        |     |

#### Haute-Vienne
| Tête de liste            | Tête de liste            | Liste                      | Premier tour | Premier tour | Second tour | Second tour   | Sièges | +/-           |
| Tête de liste            | Tête de liste            | Liste                      | Voix         | %            | Voix        | %             | Sièges | +/-           |
| ------------------------ | ------------------------ | -------------------------- | ------------ | ------------ | ----------- | ------------- | ------ | ------------- |
|                          | Andréa Brouille          | PS-PRG-PCF-PP              | 28 760       | 31,67        | 38 427      | 41,23         | 6      | en stagnation |
|                          | Albin Freychet           | RN-LDP-PL-LAF              | 16 184       | 17,82        | 17 178      | 18,43         | 1      | 1             |
|                          | Guillaume Guérin         | LR-LC-UDI diss.            | 12 984       | 14,30        | 15 371      | 16,49         | 1      | 2             |
|                          | Jean-Louis Pagès         | EÉLV-G·s-GÉ-CÉ-GRS-PA      | 10 289       | 11,33        | 12 933      | 13,88         | 1      | en stagnation |
|                          | Marie-Ange Magne         | MoDem-LREM-Agir-TdP-UDI-MR | 9 713        | 10,70        | 9 286       | 9,96          | 1      | Nv.           |
|                          | Françoise Vallade        | LFI-NPA-PCF diss.          | 5 909        | 6,51         |             |               | 0      | Nv.           |
|                          | Émilie Pons de Launay    | LMR-RES                    | 4 944        | 5,44         | 0           | Nv.           |        |               |
|                          | Éllisabeth Faucon        | LO                         | 2 023        | 2,23         | 0           | en stagnation |        |               |
|                          |                          |                            |              |              |             |               |        |               |
| Votes exprimés           | Votes exprimés           | Votes exprimés             | 90 806       | 93,93        | 93 195      | 93,54         |        |               |
| Votes blancs             | Votes blancs             | Votes blancs               | 2 890        | 2,99         | 2 924       | 2,93          |        |               |
| Votes nuls               | Votes nuls               | Votes nuls                 | 2 976        | 3,08         | 3 513       | 3,53          |        |               |
| Total                    | Total                    | Total                      | 96 672       | 100          | 99 632      | 100           | 10     | 2             |
| Abstentions              | Abstentions              | Abstentions                | 163 678      | 62,87        | 160 767     | 61,74         |        |               |
| Inscrits / Participation | Inscrits / Participation | Inscrits / Participation   | 260 350      | 37,13        | 260 399     | 38,26         |        |               |

#### Landes
| Tête de liste            | Tête de liste            | Liste                      | Premier tour | Premier tour | Second tour | Second tour   | Sièges | +/-           |
| Tête de liste            | Tête de liste            | Liste                      | Voix         | %            | Voix        | %             | Sièges | +/-           |
| ------------------------ | ------------------------ | -------------------------- | ------------ | ------------ | ----------- | ------------- | ------ | ------------- |
|                          | Renaud Lagrave           | PS-PRG-PCF-PP              | 40 376       | 32,88        | 53 841      | 43,61         | 9      | 2             |
|                          | Geneviève Darrieussecq   | MoDem-LREM-Agir-TdP-UDI-MR | 27 312       | 22,24        | 28 310      | 22,93         | 3      | Nv.           |
|                          | Michel Dufay             | RN-LDP-PL-LAF              | 18 950       | 15,43        | 19 899      | 16,12         | 2      | en stagnation |
|                          | David Olaïzola           | LMR-RES                    | 10 943       | 8,91         |             |               | 0      | Nv.           |
|                          | Laurence Motoman         | EÉLV-G·s-GÉ-CÉ-GRS-PA      | 9 303        | 7,58         | 10 850      | 8,79          | 1      | en stagnation |
|                          | Arnaud Tauzin            | LR-LC-UDI diss.            | 9 383        | 7,64         | 10 556      | 8,55          | 1      | 2             |
|                          | Mickael Eeckhoudt        | LFI-NPA-PCF diss.          | 4 963        | 4,04         |             |               | 0      | Nv.           |
|                          | Jean-Claude Bon          | LO                         | 1 575        | 1,28         | 0           | en stagnation |        |               |
|                          |                          |                            |              |              |             |               |        |               |
| Votes exprimés           | Votes exprimés           | Votes exprimés             | 122 805      | 95,97        | 123 456     | 95,92         |        |               |
| Votes blancs             | Votes blancs             | Votes blancs               | 2 794        | 2,18         | 2 968       | 2,31          |        |               |
| Votes nuls               | Votes nuls               | Votes nuls                 | 2 367        | 1,85         | 2 279       | 1,77          |        |               |
| Total                    | Total                    | Total                      | 127 966      | 100          | 128 703     | 100           | 16     | 3             |
| Abstentions              | Abstentions              | Abstentions                | 190 718      | 59,85        | 190 035     | 59,62         |        |               |
| Inscrits / Participation | Inscrits / Participation | Inscrits / Participation   | 318 684      | 40,15        | 318 738     | 40,38         |        |               |

#### Lot-et-Garonne
| Tête de liste            | Tête de liste            | Liste                      | Premier tour | Premier tour | Second tour | Second tour   | Sièges | +/-           |
| Tête de liste            | Tête de liste            | Liste                      | Voix         | %            | Voix        | %             | Sièges | +/-           |
| ------------------------ | ------------------------ | -------------------------- | ------------ | ------------ | ----------- | ------------- | ------ | ------------- |
|                          | Sandrine Laffore         | PS-PRG-PCF-PP              | 22 126       | 25,08        | 32 703      | 35,86         | 5      | 1             |
|                          | Sébastien Delbosq        | RN-LDP-PL-LAF              | 20 914       | 23,71        | 23 214      | 25,45         | 2      | en stagnation |
|                          | Jean Dionis du Séjour    | MoDem-LREM-Agir-TdP-UDI-MR | 11 648       | 13,20        | 12 294      | 13,48         | 1      | Nv.           |
|                          | Marie Costes             | LR-LC-UDI diss.            | 9 758        | 11,06        | 12 888      | 14,13         | 1      | 1             |
|                          | Alain Merly              | LMR-RES                    | 9 588        | 10,87        |             |               | 0      | Nv.           |
|                          | Maryse Combres           | EÉLV-G·s-GÉ-CÉ-GRS-PA      | 7 914        | 8,97         | 10 101      | 11,08         | 1      | en stagnation |
|                          | Jacqueline Latteur       | LFI-NPA-PCF diss.          | 4 721        | 5,35         |             |               | 0      | Nv.           |
|                          | Mohamed El Marbati       | LO                         | 1 542        | 1,75         | 0           | en stagnation |        |               |
|                          |                          |                            |              |              |             |               |        |               |
| Votes exprimés           | Votes exprimés           | Votes exprimés             | 88 211       | 94.85        | 91 200      | 94,24         |        |               |
| Votes blancs             | Votes blancs             | Votes blancs               | 2 625        | 2,82         | 3 324       | 3,43          |        |               |
| Votes nuls               | Votes nuls               | Votes nuls                 | 2 164        | 2,33         | 2 253       | 2,33          |        |               |
| Total                    | Total                    | Total                      | 93 000       | 100          | 96 777      | 100           | 10     | 1             |
| Abstentions              | Abstentions              | Abstentions                | 145 589      | 61,02        | 141 837     | 59,44         |        |               |
| Inscrits / Participation | Inscrits / Participation | Inscrits / Participation   | 238 589      | 38,98        | 238 614     | 40,56         |        |               |

#### Pyrénées-Atlantiques
| Tête de liste            | Tête de liste            | Liste                      | Premier tour | Premier tour | Second tour | Second tour   | Sièges | +/- |
| Tête de liste            | Tête de liste            | Liste                      | Voix         | %            | Voix        | %             | Sièges | +/- |
| ------------------------ | ------------------------ | -------------------------- | ------------ | ------------ | ----------- | ------------- | ------ | --- |
|                          | Bernard Uthurry          | PS-PRG-PCF-PP              | 55 730       | 29,75        | 80 615      | 42,04         | 14     | 3   |
|                          | Laurence Farreng         | MoDem-LREM-Agir-TdP-UDI-MR | 25 757       | 13,75        | 27 928      | 14,56         | 3      | Nv. |
|                          | Julien Lassalle          | LMR-RES                    | 25 555       | 13,64        |             |               | 0      | Nv. |
|                          | François Verrière        | RN-LDP-PL-LAF              | 25 291       | 13,50        | 27 221      | 14,19         | 2      | 1   |
|                          | Jean-François Blanco     | EÉLV-G·s-GÉ-CÉ-GRS-PA      | 24 633       | 13,15        | 31 920      | 16,65         | 3      | 1   |
|                          | Maider Arosteguy         | LR-LC-UDI diss.            | 18 557       | 9,91         | 24 083      | 12,56         | 2      | 4   |
|                          | Sylvano Marian           | LFI-NPA-PCF diss.          | 8 762        | 4,68         |             |               | 0      | Nv. |
|                          | Jacqueline Uhart         | LO                         | 3 030        | 1,62         | 0           | en stagnation |        |     |
|                          |                          |                            |              |              |             |               |        |     |
| Votes exprimés           | Votes exprimés           | Votes exprimés             | 187 315      | 95,90        | 191 767     | 95,11         |        |     |
| Votes blancs             | Votes blancs             | Votes blancs               | 4 915        | 2,52         | 6 332       | 3,14          |        |     |
| Votes nuls               | Votes nuls               | Votes nuls                 | 3 088        | 1,58         | 3 521       | 1,75          |        |     |
| Total                    | Total                    | Total                      | 195 318      | 100          | 201 620     | 100           | 24     | 2   |
| Abstentions              | Abstentions              | Abstentions                | 310 824      | 61,41        | 304 579     | 60,17         |        |     |
| Inscrits / Participation | Inscrits / Participation | Inscrits / Participation   | 506 142      | 38,59        | 506 199     | 39,83         |        |     |

#### Vienne
| Tête de liste            | Tête de liste            | Liste                      | Premier tour | Premier tour | Second tour | Second tour   | Sièges | +/-           |
| Tête de liste            | Tête de liste            | Liste                      | Voix         | %            | Voix        | %             | Sièges | +/-           |
| ------------------------ | ------------------------ | -------------------------- | ------------ | ------------ | ----------- | ------------- | ------ | ------------- |
|                          | Karine Desroses          | PS-PRG-PCF-PP              | 23 492       | 24,45        | 33 278      | 34,45         | 5      | en stagnation |
|                          | Éric Soulat              | RN-LDP-PL-LAF              | 17 753       | 18,48        | 19 048      | 19,72         | 2      | en stagnation |
|                          | Christine Graval         | EÉLV-G·s-GÉ-CÉ-GRS-PA      | 15 579       | 16,21        | 18 668      | 19,32         | 2      | en stagnation |
|                          | Françoise Ballet-Blu     | MoDem-LREM-Agir-TdP-UDI-MR | 14 276       | 14,86        | 13 085      | 13,55         | 1      | Nv.           |
|                          | Ronan Nédélec            | LR-LC-UDI diss.            | 11 107       | 11,56        | 12 523      | 12,96         | 1      | 2             |
|                          | Clémence Guetté          | LFI-NPA-PCF diss.          | 6 891        | 7,17         |             |               | 0      | Nv.           |
|                          | Dolorès Prost            | LMR-RES                    | 4 728        | 4,92         | 0           | Nv.           |        |               |
|                          | Patrice Villeret         | LO                         | 2 256        | 2,35         | 0           | en stagnation |        |               |
|                          |                          |                            |              |              |             |               |        |               |
| Votes exprimés           | Votes exprimés           | Votes exprimés             | 96 082       | 94,63        | 96 602      | 94,51         |        |               |
| Votes blancs             | Votes blancs             | Votes blancs               | 2 982        | 2,94         | 3 052       | 2,99          |        |               |
| Votes nuls               | Votes nuls               | Votes nuls                 | 2 467        | 2,43         | 2 555       | 2,50          |        |               |
| Total                    | Total                    | Total                      | 101 531      | 100          | 102 209     | 100           | 11     | 1             |
| Abstentions              | Abstentions              | Abstentions                | 201 034      | 66,44        | 200 425     | 66,23         |        |               |
| Inscrits / Participation | Inscrits / Participation | Inscrits / Participation   | 302 565      | 33,56        | 302 634     | 33,77         |        |               |

## Analyse et conséquences
La liste d'Alain Rousset l’emporte à nouveau et le RN devient le premier groupe d’opposition.

## Suites
Afin d'éviter une trop grande proximité des élections suivantes avec les deux tours de l'élection présidentielle et des législatives d'avril et juin 2027, le mandat des conseillers élus en 2021 est exceptionnellement prolongé à six ans et neuf mois. Les prochaines élections ont par conséquent lieu en 2028 au lieu de 2027.